# Komunitní centrum Aman

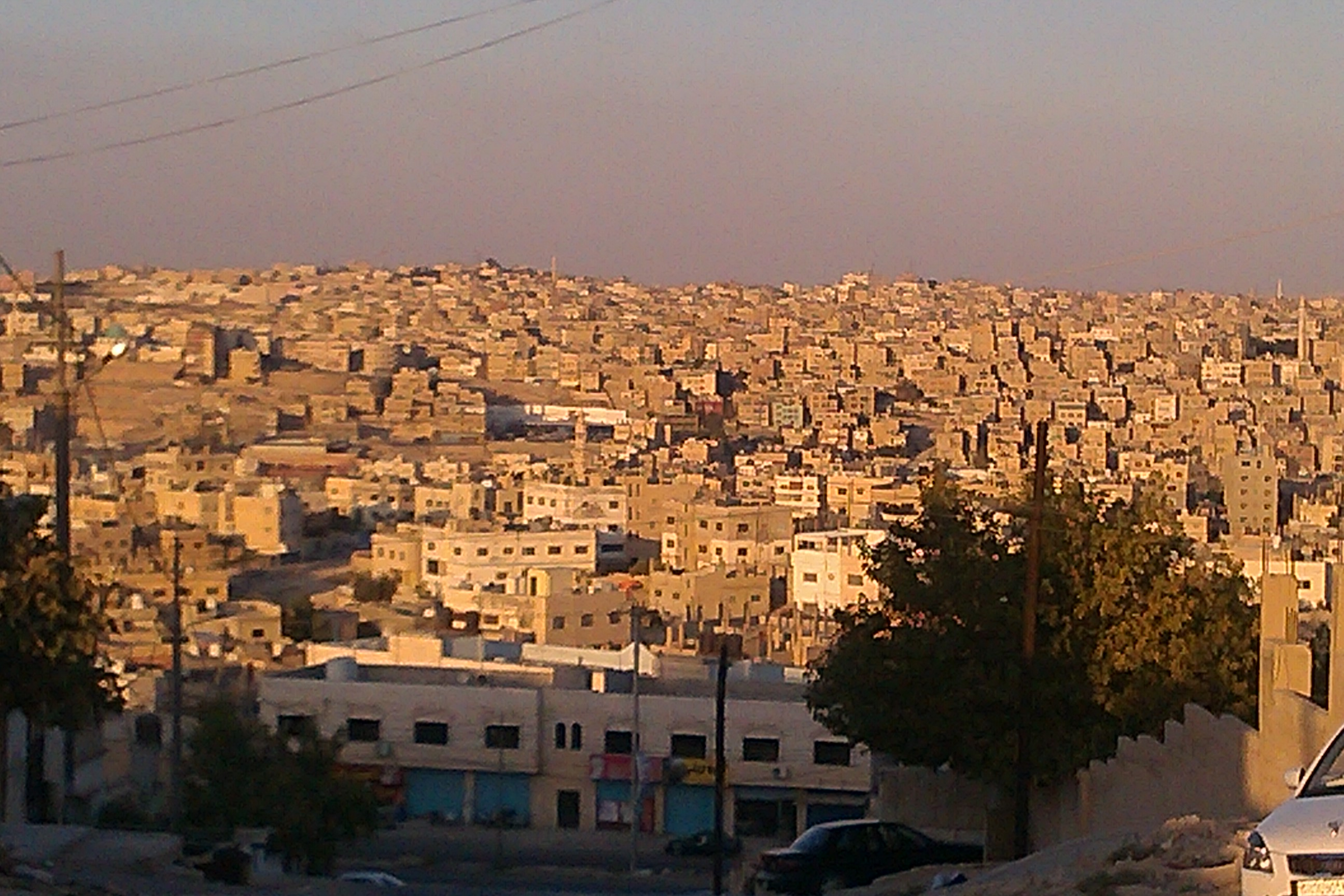
Město Zarká

Komunitní centrum Aman vzniklo v roce 2019 v druhém největším jordánském městě Zarká ve spolupráci Ministerstva zahraničních věcí ČR, Diakonie ČCE a Světové luterské federace. Své služby a pomoc poskytuje jak syrským uprchlíkům, tak místním lidem, čímž propojuje obě komunity.

## Centrum
Vznik a fungování centra bylo podpořeno také tradiční postní sbírkou Diakonie ČCE v roce 2019. Centrum provozují místní zaměstnanci, kurzy vedou vyškolení dobrovolníci.

### Služby centra
Poskytované služby jsou zaměřené na  psychosociální podporu, vzdělávací, terapeutické a volnočasové kurzy. Součástí centra je keramická dílna, vzniklá z prostředků MZV ČR v rámci tzv. Malých grantů na podporu komunitních aktivit. Je využívaná jak v rámci arteterapie, tak i na vytváření keramiky určené na prodej, čímž zlepšuje finanční situaci rodin účastníků kurzů. Centrum nabízí i jazykové kurzy angličtiny vedoucí k lepšímu uplatnění na trhu práce. Součástí programů centra jsou také  sportovní a hudební  kroužky pro děti, které jsou  pro děti z chudších rodin i syrským uprchlíkům z finančních důvodů nedostupné. Nabídka kurzů a volnočasových aktivit se neustále rozšiřuje. V roce 2021 fungoval v rámci centra hudební klub, inovativní výzkumná laboratoř, kde mohou děti zkoušet vlastní projekty. Dospělí mohou navštěvovat kurz počítačové gramotnosti nebo kurzy vaření, pro ženy s malými dětmi byla otevřena školka pro nejmenší, kde mohou děti být během doby, kdy se ženy vzdělávají  na kurzech. Ty jsou vedeny vyškolenými dobrovolníky, kteří tak získají malý přivýdělek. v  roce 2021 prošlo kurzy a zúčastnilo se volnočasových aktivit 1636 dětí a dospělých.

##### Bezpečné místo
Jeden z v Jordánsku relativně nových konceptů je komunitní centrum coby bezpečné místo zejména pro dětské uprchlíky, které zde  mohou rozvíjet své dovednosti a znalosti. Centrum může využívat i riziková mládež. 

##### Provoz centra v období Covid karantény
V roce 2020 byl provoz centra ovlivněn celostátní karanténou kvůli pandemii covidu-19, která zemi sociálně i ekonomicky zatížila. Centrum muselo být několik měsíců zavřené, větší část aktivit ale poskytovalo nadále online formou. To paradoxně v pozitivním směru vedlo k jejich dostupnosti většímu počtu  dospělých,  neboť nebylo vázané pouze na kapacity centra. Po ukončení karantény jsou kurzy dostupné jak online, tak osobně. 

### Spolupráce
V roce 2021 byla zahájena spolupráce s místní radnicí, což vedlo k zvětšení prostorů a navýšení kapacit pro probíhající kurzy a volnočasové aktivity pro děti. Centrum spolupracuje s lokálními organizacemi, které podporuje grantem, což vede k zabezpečení dalších služeb, například dostupnější zdravotní péči. 

### Podpora rodin v krizových situacích
Od roku 2021 centrum podporuje konkrétní rodiny v krizových situacích, například umožňuje ze sociálního fondu schválit úhradu zdravotních poplatků či školného do určité výše, finančně pomoci s úhradou nájmu či nákupem potravin. Rovněž zajišťuje náhradní ubytování v případě domácího násilí. 

## Syrští uprchlíci v Jordánsku
V Jordánsku, které má 10 milionů obyvatel, žije oficiálně dle UNHCR přes 670 000 registrovaných syrských uprchlíků, místní autority ale odhadují, že jich v zemi pobývá minimálně dvojnásobný počet, tedy přes 1 300 000. 